# Chapada dos Veadeiros
Chapada dos Veadeiros is een van de 18 microregio's van de Braziliaanse deelstaat Goiás. Zij ligt in de mesoregio Norte Goiano en grenst aan de deelstaten Tocantins in het noorden en Bahia in het noordoosten, de mesoregio Leste Goiano in het oosten en zuiden en de microregio Porangatu in het westen. De microregio heeft een oppervlakte van ca. 21.338 km². Midden 2004 werd het inwoneraantal geschat op 59.237.
Acht gemeenten behoren tot deze microregio:

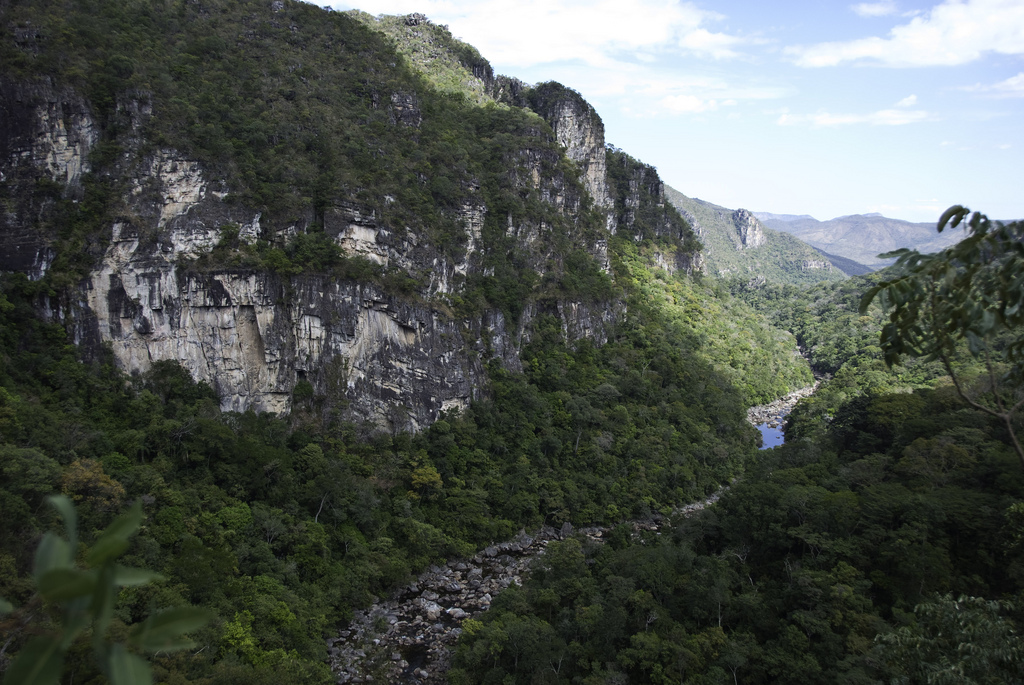
Chapada dos Veadeiros National Park

- Alto Paraíso de Goiás
- Campos Belos
- Cavalcante
- Colinas do Sul
- Monte Alegre de Goiás
- Nova Roma
- São João d'Aliança
- Teresina de Goiás

Mesoregio's: Centro Goiano · Leste Goiano · Noroeste Goiano · Norte Goiano · Sul Goiano

Microregio's: Anápolis · Anicuns · Aragarças · Catalão · Ceres · Chapada dos Veadeiros · Entorno de Brasília · Goiânia · Iporá · Meia Ponte · Pires do Rio · Porangatu · Quirinópolis · Rio Vermelho · São Miguel do Araguaia · Sudoeste de Goiás · Vale do Rio dos Bois · Vão do Paranã